# Reazione di Gattermann
La reazione di Gattermann (nota anche come sintesi aldeidica di Gattermann) è una reazione chimica in cui composti aromatici vengono "formilati", ovvero ad essi si aggiunge il gruppo formile -COH, tramite l'acido cianidrico HCN , in presenza di un acido di Lewis come catalizzatore (ad esempio AlCl3). Si tratta di una variante dell'acilazione di Friedel-Crafts e si utilizza quando non è possibile lavorare nelle condizioni richieste dalla versione originale.
Il nome della reazione deriva dal chimico tedesco Ludwig Gattermann.

## Meccanismo
La reazione è velocizzata dalla combinazione di HCN e AlCl3 con il cianuro di zinco Zn(CN)2. Sebbene sia molto tossico, quest'ultimo composto si usa allo stato solido ed è dunque più sicuro da maneggiare rispetto al gassoso e potenzialmente fatale HCN. Per di più, poiché la reazione usa HCl, il cianuro di zinco può portare alla sua produzione direttamente in-situ, dove si comporta come catalizzatore alla pari dell'acido di Lewis scelto. and Mesitaldehyde.

## Reazione di Gattermann-Koch
Si tratta di una variante della reazione principale, individuata da Julius Arnold Koch sempre in riferimento all'acilazione di Friedel-Crafts. In questo caso si impiega il monossido di carbonio CO, insieme ad acido cloridrico HCl e ad un catalizzatore (solitamente AlCl3). Si ottengono aldeidi aromatiche a partire da svariati areni, tra cui anche i derivati del benzene e il naftalene.
Purtroppo, la reazione non avviene se si adoperano fenoli o substrati eterei. Inoltre, la sola presenza del cloruro di zinco come catalizzatore non è sempre sufficiente e richiede il ricorso al cloruro rameoso come co-catalizzatore.
A livello industriale, questa variante è principalmente sfruttata per produrre benzaldeide e p-toluenaldeide.